# Zeradina odhneri
Zeradina odhneri är en snäckart som beskrevs av Powell 1927. Zeradina odhneri ingår i släktet Zeradina och familjen Vanikoridae. Inga underarter finns listade i Catalogue of Life.